# Magistralni put M18 (Montenegro)
Der frühere montenegrinische Magistralni put M18 führte von der bosnisch-herzegowinischen Grenze bei Šćepan Polje in südöstlicher Richtung durch Montenegro zur albanischen Grenze bei Božaj. Seit der Neunummerierung der montenegrinischen Straßen bildet der Abschnitt von der bosnisch-herzegowinischen Grenze bis zur Landeshauptstadt Podgorica den Magistralni put M3. Der Abschnitt von Podgorica bis zur albanischen Grenze bildet den Magistralni put M4.

## Streckenverlauf
Der M18 begann als Fortsetzung des bosnisch-herzegowinischen M18 am Grenzfluss Tara zu Bosnien und Herzegowina in der Nähe von Šćepan Polje. Er führt dann über Plužine, Nikšić und Danilovgrad nach Podgorica. Dieser Teil des M18 wird sukzessive zu einer Schnellstraße, teilweise mit vier Fahrspuren, ausgebaut. Der Ausbau zwischen Nikšić und Podgorica ist größtenteils abgeschlossen.
In Podgorica zweigt der frühere M2-3 ab und der M2 wird gekreuzt. Der frühere M18 verlief weiter in östlicher Richtung über Tuzi zur albanischen Grenze bei Božaj. In Albanien wird die Straße als SH1 fortgesetzt.